# Anton Jeglič
Anton (Tone) Jeglič, slovenski inženir elektrotehnike, alpinist in politik, * 29. maj 1935, † 1. november 2024.
Med 15. junijem 2000 in 6. decembrom 2000 je bil državni sekretar Republike Slovenije na Ministrstvu za znanost in tehnologijo Republike Slovenije.